# Fay-de-Bretagne
Fay-de-Bretagne (bretonisch: Faouell; Gallo: Faè) ist eine französische Gemeinde mit 3.852 Einwohnern (Stand: 1. Januar 2022) im Département Loire-Atlantique in der Region Pays de la Loire. Sie gehört zum Arrondissement Châteaubriant-Ancenis und zum Kanton La Chapelle-sur-Erdre. Die Einwohner werden Fayens genannt.

## Geographie
Fay-de-Bretagne liegt rund 25 Kilometer nordwestlich von Nantes. Nachbargemeinden von Fay-de-Bretagne sind Blain im Norden, Notre-Dame-des-Landes im Osten und Südosten, Le Temple-de-Bretagne im Süden, Malville im Südwesten, Savenay im Westen und Südwesten sowie Bouvron im Westen.
Das Gemeindegebiet wird vom Flüsschen Farinelais und seinem Zufluss Herpion durchquert. Beide ändern in ihrem Verlauf mehrfach den Namen.

## Bevölkerungsentwicklung
| 1962 | 1968 | 1975 | 1982 | 1990 | 1999 | 2006 | 2017 |
| ---- | ---- | ---- | ---- | ---- | ---- | ---- | ---- |
| 2172 | 2109 | 1947 | 2175 | 2388 | 2491 | 2877 | 3618 |

## Sehenswürdigkeiten
- Neogotische Kirche von Fay-de-Bretagne aus dem 19. Jahrhundert
- Großkreuz von Le Grand-Mérimont
- Gotische Brücke
- Stèle Loïc Merlant zur Erinnerung an die Widerstände gegen die deutsche Besatzung während des Zweiten Weltkriegs
- Gefallenen-Denkmal